# Woodcut Records
Woodcut Records es una empresa finlandesa fundada en 1995 que distribuye álbumes de bandas de black metal y death metal

## Artistas[2]

### Bandas actuales
- Alghazanth
- Atakhama
- Behexen
- De Lirium's Order
- Enochian Crescent
- Horna
- Obscurant
- Sethery
- Trollheim's Grott
- Unveiled

Bandas antiguas
- Deathbound
- Funeris Nocturnum
- Noitapastori
- Throes of Dawn
- Thyrane
- Wings
- Sotajumala